# Lukeny Moço
Lukeny Moço, né le 18 septembre 1999 à Luanda (Angola), est un chanteur, auteur-compositeur et musicien angolais,. Il a été révélé pour sa participation au concours musical Angola Music Awards, dont il a remporté la 11e saison le 3 février 2019 avec 55 % des voix.
Il est devenu populaire en 2018 grâce à sa chanson « Deixou Dor » issue de son premier album Deixou Dor (2019).
Lukeny Moço est un innovateur de la kizomba, avec un style moderne qui mélange le semba à des rythmes angolais.
En 2020, le chanteur a célébré ses 10 ans de carrière, avec un concert auquel ont assisté plus de 20 000 personnes et qui a servi à enregistrer le premier DVD du chanteur, en direct, dans le pays.

## Liens
- Ressource relative à la musique :   - Last.fm